# Aldo Ermano
Aldo Ermano (Tolmezzo, 5 giugno 1955) è un ex cestista italiano, in attività tra gli anni settanta e ottanta.

## Carriera
Arrivato a Treviso nel 1975, nell'allora Faram Treviso, squadra di Serie B, assieme a Paolo Pressacco ed Ezio Riva, fu uno dei pionieri della scalata del club trevigiano ai massimi livelli nazionali, quando l'impegno della famiglia Benetton, per la Pallacanestro Treviso, era appena iniziato.
Dopo aver smesso con il basket, Ermano è diventato insegnante di educazione fisica nelle scuole secondarie.
Ha insegnato scienze motorie e sportive presso la scuola media E. Lovarini a Spresiano (TV).
Nel 2015 si è ritirato dalla sua professione di insegnante.